# Cantó de Vendeuvre-sur-Barse
El cantó de Vendeuvre-sur-Barse és un cantó francès del departament de l'Aube, situat al districte de Bar-sur-Aube. Té 19 municipis i el cap és Vendeuvre-sur-Barse.

## Municipis
- Amance
- Argançon
- Bligny
- Bossancourt
- Champ-sur-Barse
- Dolancourt
- Fravaux
- Jessains
- Juvanzé
- La Loge-aux-Chèvres
- Magny-Fouchard
- Maison-des-Champs
- Meurville
- Spoy
- Trannes
- Unienville
- Vauchonvilliers
- Vendeuvre-sur-Barse
- La Villeneuve-au-Chêne

## Història
| Data d'elecció                           | Identitat           | Partit                 | Qualitat |
| ---------------------------------------- | ------------------- | ---------------------- | -------- |
| 1945-19..                                | M. Poulet           | RI                     |          |
| 19..-1958                                | M. Chaffaut         | Divers droite          |          |
| 1958-1970                                | M. Bourlon de Sarty | Divers droite          |          |
| 1970-1994                                | Pierre Micaux       | Centrista, després UDF |          |
| 2001-                                    | Claude Ruelle       | Divers droite          |          |
| les dades anteriors no són pas conegudes |                     |                        |          |
|                                          |                     |                        |          |

## Demografia
| A partir de 1990: Població sense dobles comptes |